# Jerzy Zdrada
Jerzy Władysław Zdrada (ur. 26 listopada 1936 w Częstochowie) – polski historyk, nauczyciel akademicki i polityk, doktor habilitowany nauk humanistycznych, działacz opozycji demokratycznej w PRL, w latach 1989–1997 poseł na Sejm X, I i II kadencji, w latach 1997–2001 wiceminister edukacji.

## Życiorys

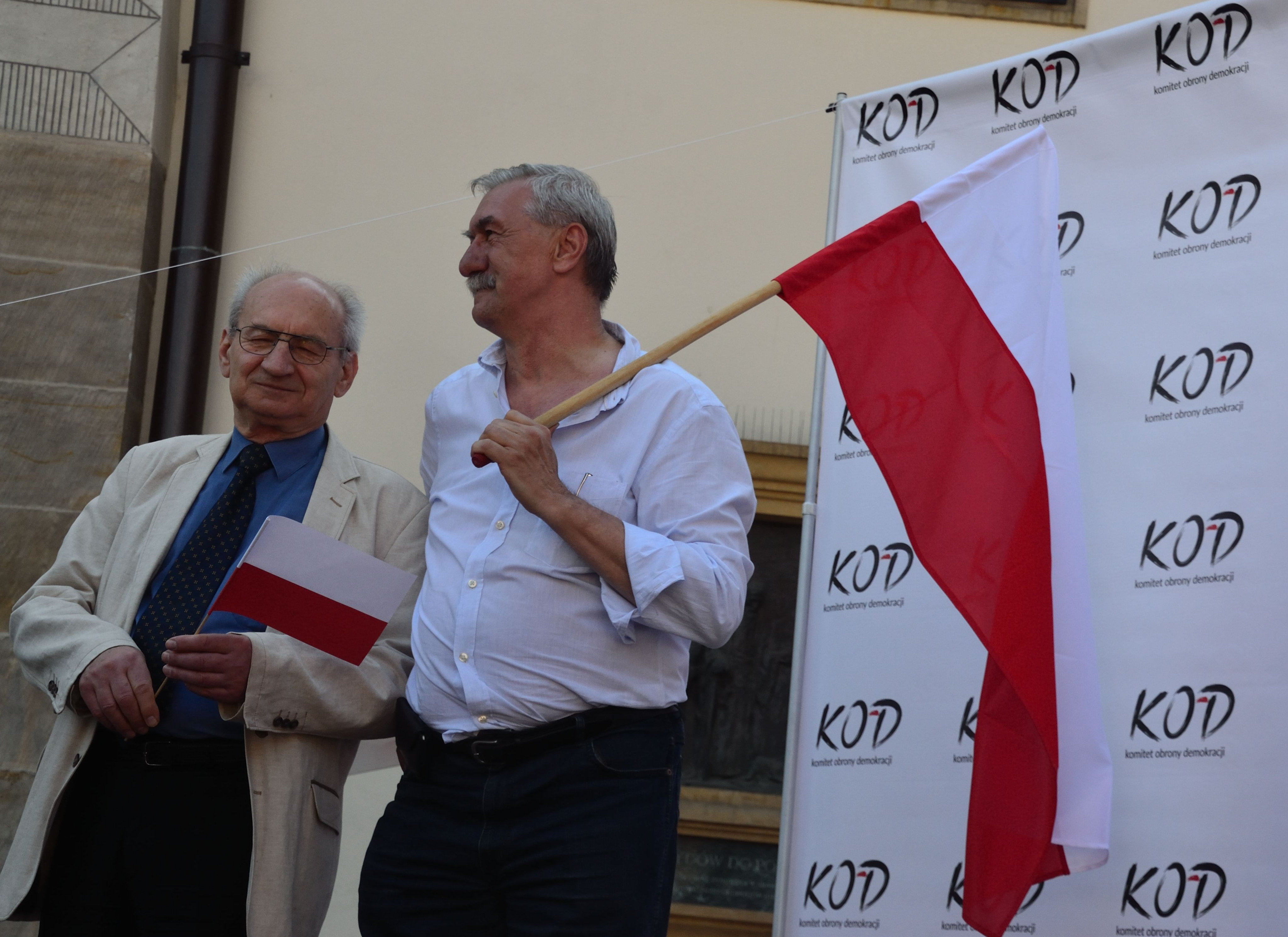
Jerzy Zdrada (z lewej) na manifestacji w Krakowie (2016)

Ukończył w 1960 studia na Wydziale Filozoficzno-Historycznym Uniwersytetu Jagiellońskiego. Uzyskał następnie stopnie doktora i doktora habilitowanego. Do 1984 pracował w Polskiej Akademii Nauk. W 1993 objął stanowisko profesora nadzwyczajnego UJ. W pracy naukowej specjalizuje się w zagadnieniach historii nowożytnej Polski i powszechnej.
Był konsultantem historycznym filmu Jarosław Dąbrowski z 1975. W latach 80. działał w jawnych i tajnych strukturach „Solidarności”. Brał udział w obradach Okrągłego Stołu po stronie opozycyjno-solidarnościowej. W latach 1989–1997 sprawował mandat posła na Sejm X, I i II kadencji. W wyborach parlamentarnych w 1997 bez powodzenia ubiegał się o reelekcję. Należał do Ruchu Obywatelskiego Akcja Demokratyczna, Unii Demokratycznej i Unii Wolności. W rządzie Jerzego Buzka pełnił funkcję wiceministra edukacji narodowej.
W 2001 wycofał się z bieżącej polityki. Członek Stowarzyszenia Wolnego Słowa, został też zastępcą przewodniczącego Społecznego Komitetu Odnowy Zabytków Krakowa.

## Odznaczenia i wyróżnienia
W 1997 otrzymał Medal Komisji Edukacji Narodowej, a w 1999 Medal Bene Merenti Uniwersytetu Warmińsko-Mazurskiego. W 2003 za wybitne zasługi w działalności na rzecz rewaloryzacji zabytków Krakowa został przez prezydenta Aleksandra Kwaśniewskiego odznaczony Krzyżem Oficerskim, a w 2007 przez prezydenta Lecha Kaczyńskiego w uznaniu wybitnych osiągnięć w pracy naukowej i badawczej w dziedzinie nauk historycznych, za zasługi w działalności publicznej Krzyżem Komandorskim z Gwiazdą Orderu Odrodzenia Polski.
Został uhonorowany medalami i wyróżnieniami: UJ (2001), Politechniki Gdańskiej (2001), Uniwersytetu Opolskiego (2003), Państwowej Wyższej Szkoły Zawodowej im. Witelona w Legnicy (2009). Wyróżniony Nagrodą Ministra Edukacji Narodowej i Sportu (2004) i odznaką „Honoris Gratia” (2023). Otrzymał honorowe obywatelstwa Jarosławia (1999) i Sanoka (2001).

## Publikacje
- Zmierzch Czartoryskich, 1969.
- Historia dyplomacji polskiej t. 3 (współautor), 1982.
- Wielka Emigracja po Powstaniu Listopadowym, 1987.
- Historia Polski 1795–1914, 2005.